# Kurt Malangré

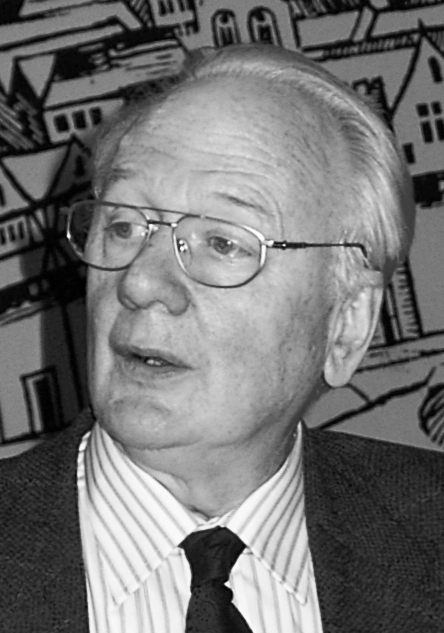
Kurt Malangré (1999)

Kurt Malangré (* 18. September 1934 in Aachen; † 4. Oktober 2018 ebenda) war ein deutscher Politiker (CDU). Er war lange Jahre Mitglied des Aachener Stadtrats und von 1973 bis 1989 Oberbürgermeister der Stadt. Von 1979 bis 1999 war er Abgeordneter des Europäischen Parlaments.

## Familie
Kurt Malangré entstammte der ursprünglich wallonischen Familie Malangré. Sein Urgroßvater, Augustin Josef Malangré (* 1829 in Haine-Saint-Pierre; † 1876 in Stolberg) war Maschinenmeister und Unternehmer in der Stolberger Glasindustrie. Sein Bruder war der Manager und Verleger Heinz Malangré. Dessen Tochter, Kurt Malangrés Nichte Susanne Laschet (geborene Malangré), ist mit dem CDU-Politiker Armin Laschet verheiratet.
Malangré hatte drei Kinder aus der Ehe mit seiner 1977 verstorbenen ersten Ehefrau Ursula. Mit seiner zweiten Ehefrau Wiltrud, mit der er seit 1979 verheiratet war, hatte er keine Kinder.

## Leben
Nach dem Abitur am Kaiser-Karls-Gymnasium studierte Malangré ab 1955 Jura und Staatswissenschaften an den Universitäten in Bonn und Köln. Ab 1963 war er als Rechtsanwalt zugelassen.
Seine politische Laufbahn begann im November 1969 mit dem Einzug in den Aachener Stadtrat. Bereits zehn Monate später wurde er im September 1970 zum Fraktionsvorsitzenden der CDU gewählt. 1972 folgte die Wahl zum Bürgermeister und im Jahr darauf übernahm er das Amt des Oberbürgermeisters, das er bis 1989 innehielt. Von 1989 bis 1993 war er Kreisvorsitzender der CDU, dem Rat der Stadt Aachen gehörte er bis 1994 an. Als Mitglied des Europäischen Parlamentes warb er dafür, dass Aachen der Sitz der Europäischen Umweltagentur (EEA) werden solle, fand dafür aber selbst in seiner eigenen Partei keine Mehrheiten. Die EEA wurde in Kopenhagen angesiedelt und nahm dort 1994 ihre Arbeit auf; mehrere Hundert hoch qualifizierte Arbeitsplätze konnten somit nicht für Aachen gewonnen werden.
In seiner Amtszeit setzte er sich nachhaltig für die Gründung der Euregio Maas-Rhein ein und fungierte viele Jahre als deren Ratsvorsitzender.
Auf seine Initiative wurden drei illegale Wandbilder des Aachener Wandmalers Klaus Paier unter Denkmalschutz gestellt. Diese Wandbilder entstanden in seiner Amtszeit als Oberbürgermeister.
Malangré war Mitglied des Opus Dei (Supernumerarier), einer Personalprälatur der katholischen Kirche. 2007 gründete er die Kurt-Malangré-Stiftung.
Er war der letzte private Besitzer des Händel-Porträts von John Theodore Heins, bevor es 2005 von der Stiftung der Sparkasse Halle für das Händel-Haus in Halle (Saale) erworben wurde.
Kurt Malangré fand seine letzte Ruhestätte an der Seite seiner ersten Frau Ursula auf dem Aachener Waldfriedhof.

## Ehrungen und Auszeichnungen
Kurt Malangré wurde für seine politische und gesellschaftliche Arbeit vielfach ausgezeichnet. Er war unter anderem Inhaber folgender Auszeichnungen:
- Verdienstkreuz am Bande des Verdienstordens der Bundesrepublik Deutschland (1978)[7]
- Verdienstkreuz 1. Klasse des Verdienstordens der Bundesrepublik Deutschland (1983)
- Verdienstorden des Landes Nordrhein-Westfalen (2005)
- Ehrenbürgerschaft der Stadt Aachen (17. Verleihung)
- Goldener Ehrenring der Stadt Aachen
- Akademische Würde einer Ehrenbürgerschaft der Rheinisch-Westfälischen Technischen Hochschule Aachen
- Kommandeur des Leopoldsordens (Verdienstorden des Königreichs Belgien)
- Kommandeur des Kronenordens (Verdienstorden des Königreichs Belgien)
- Kommandeur des Ordens von Oranien-Nassau (Verdienstorden des Königreichs der Niederlande)
- Großoffizier des Verdienstordens des Großherzogtums Luxemburg
- Großkreuz des zivilen Verdienstordens (Verdienstorden des Königreichs Spanien)
- Offizier der Ehrenlegion (Französische Republik)
- Kommandeur des  Päpstlichen Ritterordens vom heiligen Gregor dem Großen
- Träger des Deutschen Reiterkreuzes in Silber
- Träger der Goldenen Ehrennadel der Deutschen Olympischen Gesellschaft
- Inhaber des Streuengelche-Verdienstordens I. Klasse am schwarz-gelben Bande
- Träger des Rollmopsorden der Interessengemeinschaft Domviertel
- Eselorden der Stadt Wesel (1988)

Außerdem war Malangré Ehrenmitglied des KStV Carolingia Aachen im KV, der Karlsschützengilde und zahlreicher weiterer Vereine. Er wurde 2005 auf Vorschlag seines Vorgängers Jost Pfeiffer mit sehr großer Mehrheit zum Ehrenvorsitzenden der Aachener CDU gewählt. Diesen Ehrenvorsitz gab er im November 2013 aus gesundheitlichen Gründen ab.